# Теерлинк, Левина
Левина Теерлинк, урождённая Бенинг (Levina Teerlinc, в документах XVI века также Tarling; 1515 или ок. 1520, Брюгге — 23 июня 1576, Лондон) — фламандская художница, миниатюристка при дворах четырёх правителей Англии — Генриха VIII, Эдуарда VI, Марии I и Елизаветы I.

## Биография

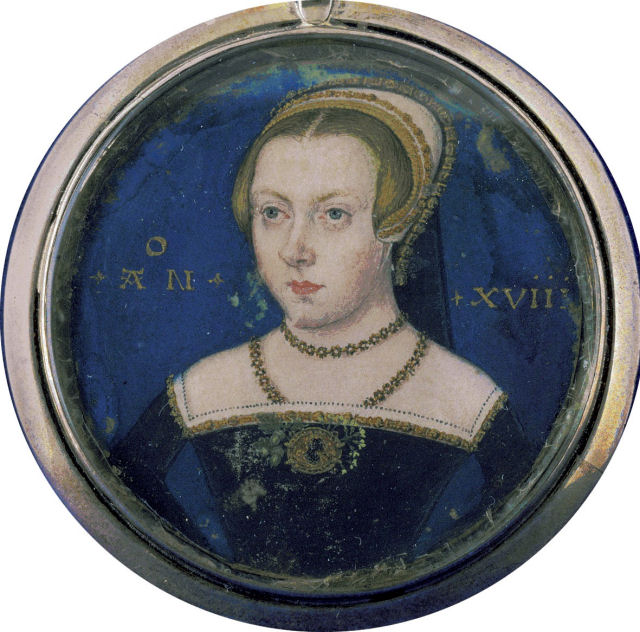
Портрет неизвестной, предположительно Джейн Грей. Левина Теерлинк, около 1550 года. Собрание Йельского университета

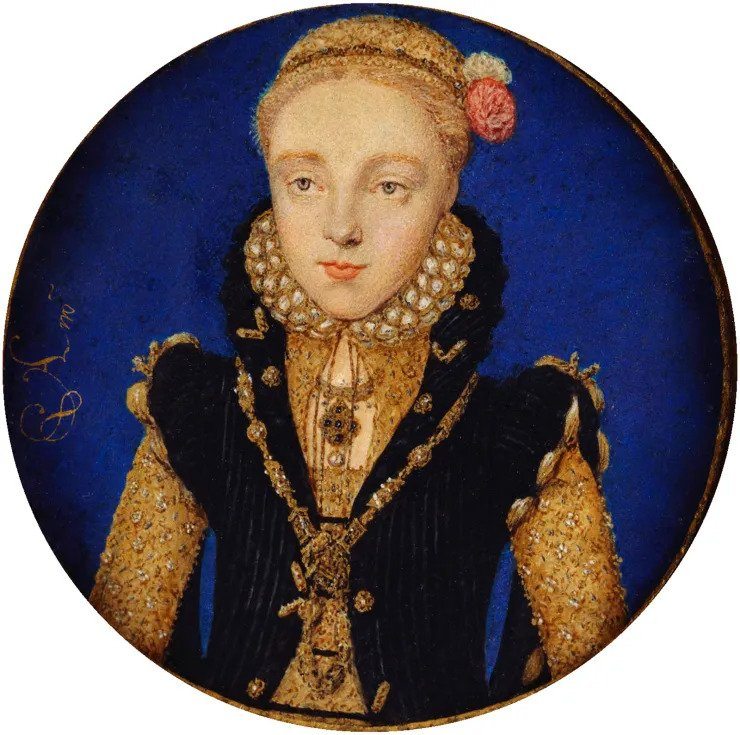
Портрет королевы Елизаветы Тюдор

Левина Бенинг, старшая из пяти дочерей фламандского художника Симона Бенинга и внучкой Кэтрин ван дер Гус, училась живописи у отца и у Джулио Кловио и к концу 1530-х годов получила признание как мастер миниатюры.
В 1545 году она вышла замуж за Георга Теерлинка; в том же году супруги уехали в Лондон по приглашению короля Англии Генриха VIII. Теерлинк заняла при дворе место умершего в 1543 году Ганса Гольбейна; её жалованье в 40 фунтов в год (больше гольбейновских 33 фунтов) считалось непревзойдённым для человека её профессии до конца XVI века. Также как и её предшественница при английском дворе Сюзанна Хоренбут, Теерлинк числилась «придворной дамой Тайного Совета», её муж — протеже Уильяма Парра — служил в личной охране Генриха VIII и Елизаветы, и по совместительству управлял «семейной фирмой». У Левинны и ее мужа был единственный сын по имени Маркус.
Католичка Мария I, правившая в 1553—1558 годы, заказывала Теерлинк миниатюры для духовных книг. С воцарением Елизаветы I в 1558 положение Левины укрепилось: королева ценила её работы, и неоднократно заказывала ей одиночные и групповые портреты. По эскизу Теерлинк была выполнена первая государственная печать Елизаветы. Каждый год, перед рождеством, Теерлинк писала для Елизаветы картину — новогодний подарок. Семья Теерлинк заработала в Лондоне состояние, а в 1566 году получила английское гражданство и герб.
Левина была единственной женщиной-художницей при дворе Генриха VIII. В 1559-м году ее назначили учительницей живописи дочери короля при испанском дворе.
Она умерла в Степни, Лондон 23 июня 1576 года.
Круг сохранившихся работ Теерлинк определён лишь косвенным путём, по архивным документам. Они свидетельствуют, что Теерлинк выполнила множество портретов, проектов печатей, монет, книжных гравюр и иллюстраций, вероятно — эскизов костюмов и вышивки, но надёжная атрибуция её авторства затруднена: художница не подписывала свои миниатюры. Не сохранилось и достоверно атрибутированных портретов или автопортретов её самой. Предположительно, автопортретом может являться портрет «неизвестной дамы» с украшениями в форме игральных костей, в которых, возможно, зашифрована фамилия Teerlinc. Предположительно, имеются записи о том, что ее руке принадлежали различные портреты Елизаветы I в 1559, 1562, 1563, 1564, 1567 годах («портрет в полный рост»), 1568 году («с рыцарями ордена»), 1575 («с другими персонажами») и 1576. Исследователи полагают, что многие ее работы погибли во время пожара в Уайтхолле.
Выставка 1983 года в Музее Виктории и Альберта стала «первым случаем, когда была собрана группа миниатюр, которую можно отнести к Левине Терлинц». В группе было пять миниатюр и два иллюминированных листа рукописей, в том числе миниатюра леди Кэтрин Грей из Виктории и Альберта и другие из Йельского центра британского искусства , Королевской коллекции. Вероятно, она также разработала Большую печать Англии для Марии I и самую раннюю печать, которую использовала Елизавета (в 1540-х годах).

## Предположительные работы
- Левина Терлинк, Портрет леди Кэтрин Грей , ок. 1555—1560, Музей Виктории и Альберта, Музей №. P.10-1979
- Левина Терлинц, Портрет молодой женщины , 1566, Музей Виктории и Альберта, Музей № P.21-1954
- Левина Терлинк, Портрет Мэри Дадли, леди Сидни , около 1575 года, Музей Виктории и Альберта, Музей № E.1170-1988
- Левина Терлинк ?, Портрет королевы Марии I , собрание герцога Бакклюхского
- Левина Терлинц ?, Портрет молодой женщины , Собрание Ее Величества Королевы, Виндзорский замок
- Левина Терлинц ?, Портрет Елизаветы I в государственных мантиях , Собрание Уэлбекского аббатства